# Yamoussoukro
Yamoussoukro este capitala oficială a Coastei de Fildeș, din 1983, la inițiativa fostului președinte al țării, Félix Houphouët-Boigny, născut în această localitate, înlocuind astfel vechea capitală Abidjan. Transformarea  în capitală a acestui orășel cu 15.000 de locuitori a costat peste 3 miliarde de dolari.
Până la moartea lui Félix Houphouët-Boigny, în 1993, Yamoussoukro a rămas capitală numai cu numele, deoarece nici o instituție guvernamentală sau judiciară nu s-a mutat aici de la Abidjan.
Orașul avea în 2005 o populație de 200.659 de locuitori și ocupa o suprafață de 3.500 km².
În afară de Bazilica Notre-Dame de la Paix, cea mai mare biserică creștină, care a folosit ca model Bazilica Sfântul Petru din Roma și a costat peste 300 de milioane de dolari, fapt ce a dus la dublarea datoriei externe a țării, orașul are și o gigantică pistă de aterizare, de 3000m, special destinată avioanelor franceze Concorde, pe care a aterizat însă numai o singură dată un Concorde.
În 1990, când papa Papa Ioan Paul al II-lea a sfințit bazilica, a pus și piatra de temelie pentru un spital, lângă bazilică, și a pus la dispoziție bani pentru aceasta, într-un cont deschis la Vatican. Piatra de temelie e la locul ei, dar spitalul nu a fost construit.
Acest oraș este un exemplu negativ de irosire a banilor primiți de la țările dezvoltate.